# 기계적 확대율

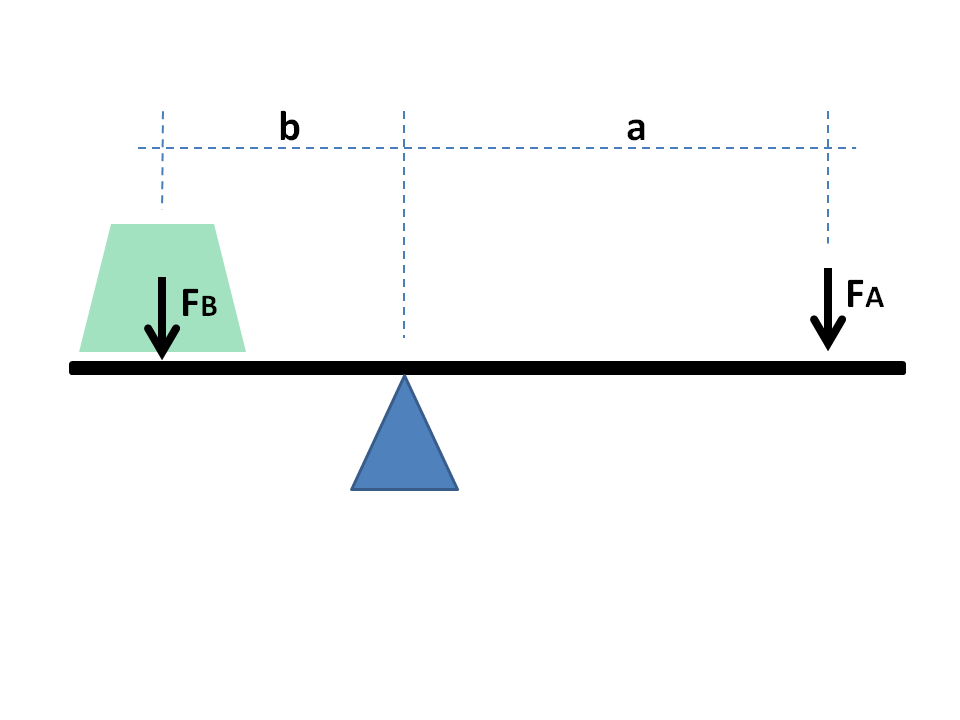
지레

기계적 확대율(機械的擴大率, 영어: Mechanical advantage)은 도구나 연장, 기계 등을 사용하여 일어나는 힘의 증폭을 의미한다.

## 같이 보기
- 단순 기계
- 벨트 (기계)
- 자전거 사슬
- 쐐기